# Позднєєв Олексій Матвійович
Олексій Матвійович Позднєєв (27 вересня 1851, Орел — 30 вересня 1920, Ростов-на-Дону) — російський сходознавець, монголознавець, доктор монгольської і калмицької словесності, професор. Один із засновників і перший директор (1899—1903) Східного інституту. Політичний діяч. Таємний радник (1905).
Дослідник монгольських писемних пам'яток і в цілому монгольських мов. Вніс внесок у розвиток буддології, синології та інших сходознавчих дисциплін. Педагог і організатор системи освіти.

## Біографія
Народився в російській багатодітній родині протоієрея Стрітенської церкви Матвія Автономовича Позднєєва в місті Орел.
Здобув освіту в Орловській духовній семінарії (1872) і в Санкт-Петербурзькому університеті на факультеті східних мов.
Після закінчення університету (1876) взяв участь у спорядженій Російським географічним товариством експедиції в Монголію і Китай.
У 1881 р., продовжуючи кар'єру в СПБУ, захистив наукову працю «Зразки народної літератури монгольських племен» на здобуття ступеня магістра монгольської словесності і був затверджений штатним доцентом на кафедрі монгольської словесності. У тому ж році успішно захистив докторську дисертацію на тему: «Монгольський літопис „Ерденійн Еріхе“» та отримав ступінь доктора монгольської словесності.
З 1881 р. редагував видання Британського біблійного товариства (Лондон) монгольською, китайською і маньчжурською мовами.
З 1884 р. був професором монгольської словесності в СПБУ; з 1889 р. викладав і маньчжурську мову. Першим в Росії відкрив курс читань з історії літератури монгольських говірок і ввів у викладання читання офіційних документів, написаних монгольською мовою.
У 1887 р., за дорученням міністра державного майна, склав проект про організацію діяльності училищ у калмиків Астраханської губернії.
У 1888 р. отримав від Російського географічного товариства Костянтинівську медаль за наукову працю «Нариси побуту буддійських монастирів і буддійського духовенства в Монголії».
У 1892 р. перебував у відрядженні від Міністерства закордонних справ у Монголії «для дослідження її положення і адміністративного устрою, а також для вивчення наших торгових відносин з Китаєм». У цьому монгольському відрядженні (як і в першому в 1876 р.) Позднєєвим були зібрані для бібліотеки СПБУ великі колекції рукописних і друкованих китайських, монгольських і маньчжурських творів, а також колекція бурханів (буддійських скульптур) та інших релігійних предметів. Результати поїздки були викладені в книзі «Монголія і монголи», виданій РГТ в 1896—1898 рр..
На рубежі XIX—XX століть активно займався проблемами калмицької освіти.
1899—1903 рр. — займав пост директора в новоствореному Східному інституті .
1903 р. (листопад) — призначений членом Ради Міністерства народної освіти.
У 1910 р. призначений директором Практичної східної академії в Петербурзі.
У 1913 р. за сприяння справі народної освіти монголів отримав звання Дзюнь-вана (князя другого ступеня) від уряду Монголії.
У 1914 р. став представником Міністерства народної освіти в Комітеті для вивчення Середньої і Східної Азії.
З 1918 р., звільнившись з Міністерства народної освіти, до кінця життя працював в Астраханській і Ставропольській губерніях та на території Області Війська Донського, вивчаючи культуру калмиків .

## Цікаві факти
- О. М. Позднєєв дотримувався націоналістичних і монархістських поглядів, брав участь в різних правих організаціях. Зокрема, був секретарем і фахівцем по Сибіру і Далекому Сходу в Російському окраїнному товаристві[6][7].

- О. М. Позднєєв став автором першого наукового калмицько-російського словника, опублікованого в 1911 р..

- Брат вченого, Дмитро Матвійович Позднєєв, також був великим сходознавцем — японістом і синологом. У 1904 р. він змінив Олексія Матвійовича на посаді директора Східного інституту.

- Найвідомішим учнем Позднєєва був Г. Ц. Цибіков. У 1898 р. Цибіков, будучи студентом Східного факультету СПБУ, ознайомив свого викладача з рукописом співвітчизника, бурятського лами Л.-М. Доржи (Лобсан Міджід-Доржи), що оповідає про подорож останнього в Тибет і Непал. Розглянувши рукопис, Позднєєв порадив студенту особисто відвідати Тибет з метою вивчення культури цього недоступного на той час для європейців регіону Центральної Азії[8]. У 1899—1902 рр. Цибіков справді побував у «забороненій країні», зробив перший її опис з позицій західної науки і став одним із перших фотографів тибетської столиці Лхаси.

- Позднєєв одним з перших російських монголознавців проявив інтерес до т. зв. «ходіння» — традиційного жанру монгольської літератури, що представляв собою художньо оформлені шляхові записки буддійських пілігримів. В середині 1890-х рр. він познайомився з калмицьким ченцем Б. Менкеджуєвим, незадовго до цього відвідав святині Тибету, і у співпраці з ним переклав його «ходіння» зі старокалмицької на російську мову. Виданий у 1897 р. в Петербурзі[9], цей твір викликав сенсацію серед російських вчених, які присвятили роботу Менкеджуєва і Позднєєва XI міжнародному з'їзду орієнталістів в Парижі.

- Багата колекція предметів буддійського мистецтва, зібрана вченим в ході експедицій, нині зберігається в музеях Росії.